# Synasterope oculata
Synasterope oculata är en kräftdjursart. Synasterope oculata ingår i släktet Synasterope och familjen Cylindroleberididae. Inga underarter finns listade i Catalogue of Life.